# Nagchu (arrondissement)
Nagchu Dzong, Chinees: Nagqu Xian is een arrondissement in de prefectuur Nagchu in de Tibetaanse Autonome Regio, China. In Nagchu eindigt de nationale weg G317 vanuit Chengdu in Sichuan. Door Nagchu loopt verder de G109.
Het heeft een oppervlakte van 15.305 km² en in 1999 telde het 77.639 inwoners. De gemiddelde hoogte is 4450 meter. De gemiddelde jaarlijkse temperatuur is -2,1 °C en jaarlijks valt er gemiddeld 406 mm neerslag.
In het arrondissement ligt het Station Naqu langs de Peking-Lhasa-spoorlijn.